# حمام خان (سنندج)
حمام خان (بالفارسية: حمام خان) هو حمام تاريخي يعود إلى القاجاريون، ويقع في سنندج.